# Tim Harrison
Tim Harrison (né le 11 janvier 1994 à Duxbury, dans l'état du Massachusetts aux États-Unis) est un joueur professionnel américain de hockey sur glace.

## Carrière en club
En 2013, il commence sa carrière avec les Raiders de Colgate dans la ECAC. Il est choisi au cours du repêchage d'entrée 2013 dans la Ligue nationale de hockey par les Flames de Calgary en 6e ronde, en 157e position. Il passe professionnel avec le Thunder de l'Adirondack dans la ECHL en 2016.

## Statistiques
| Saison    | Équipe                          | Ligue |    | Saison régulière | Saison régulière | Saison régulière | Saison régulière | Saison régulière |   | Séries éliminatoires | Séries éliminatoires | Séries éliminatoires | Séries éliminatoires | Séries éliminatoires |
| Saison    | Équipe                          | Ligue | PJ | B                | A                | Pts              | Pun              | PJ               | B | A                    | Pts                  | Pun                  |                      |                      |
| 2013-2014 | Raiders de Colgate              | ECAC  | 34 | 0                | 5                | 5                | 20               | -                | - | -                    | -                    | -                    |                      |                      |
| 2014-2015 | Raiders de Colgate              | ECAC  | 37 | 7                | 4                | 11               | 24               | -                | - | -                    | -                    | -                    |                      |                      |
| 2015-2016 | Raiders de Colgate              | ECAC  | 36 | 8                | 9                | 17               | 28               | -                | - | -                    | -                    | -                    |                      |                      |
| 2016-2017 | Raiders de Colgate              | ECAC  | 37 | 11               | 9                | 20               | 53               | -                | - | -                    | -                    | -                    |                      |                      |
| 2016-2017 | Thunder de l'Adirondack         | ECHL  | 4  | 0                | 2                | 2                | 5                | -                | - | -                    | -                    | -                    |                      |                      |
| 2017-2018 | Thunder de l'Adirondack         | ECHL  | 63 | 8                | 8                | 16               | 88               | 11               | 2 | 2                    | 4                    | 12                   |                      |                      |
| 2018-2019 | Stingrays de la Caroline du Sud | ECHL  | 66 | 7                | 12               | 19               | 90               | 3                | 0 | 0                    | 0                    | 2                    |                      |                      |
| 2019-2020 | Stingrays de la Caroline du Sud | ECHL  | 54 | 9                | 10               | 19               | 79               | -                | - | -                    | -                    | -                    |                      |                      |
| 2020-2021 | Stingrays de la Caroline du Sud | ECHL  | 59 | 4                | 7                | 11               | 41               | 1                | 0 | 0                    | 0                    | 0                    |                      |                      |